# Steve Russell
Steve Russell, detto Slug (Hartford, 1937), è un informatico statunitense.
Entrò di diritto nella storia dei videogiochi per essere stato, presso il MIT, tra il 1960 e il 1962, l'inventore di Spacewar!, primo vero videogioco in 
multiplayer. Bisogna altresì ricordare che fu preceduto da Tennis for Two del fisico Willy Higinbotham, che però nasceva nel 1958 più come applicazione didattica che ludica.